# Luis de Milán

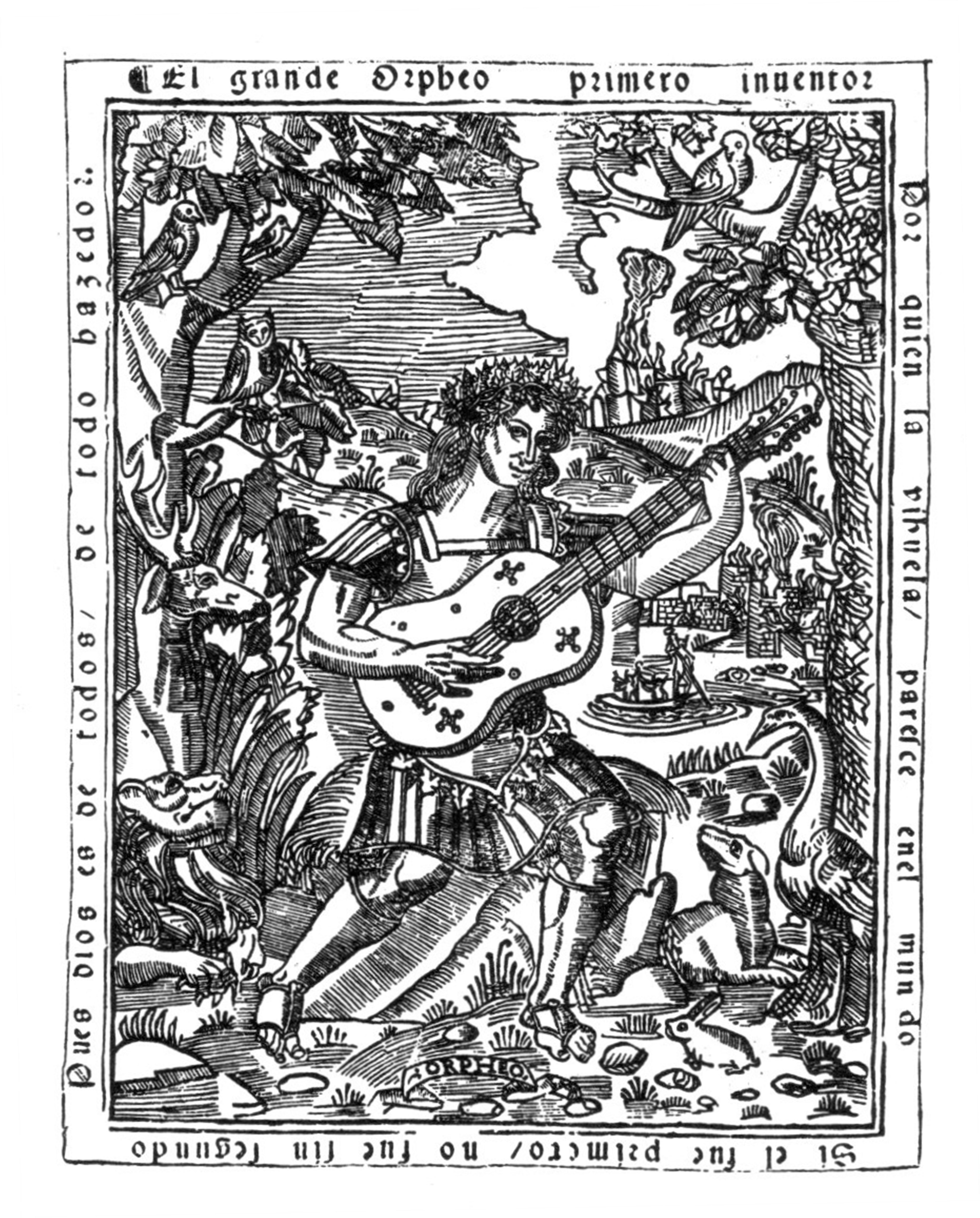
Orfeus bespeelt een vihuela in El Maestro

Luis de Milán (geboren omstreeks 1500 – overleden in 1561 of misschien ook later) was een Spaanse Renaissancecomponist, vihuelista, en auteur over muziek.
Hij was de eerste componist in de geschiedenis die muziek voor vihuela de mano publiceerde. Dit instrument werd voornamelijk op het Iberisch schiereiland gebruikt en verder in enkele Italiaanse staten gedurende de vijftiende en zestiende eeuw. Milán was ook een van de eerste musici die, geformuleerd in woorden, specifieke tempoaanwijzingen voor zijn muziek gaf.

## Leven
Hij schijnt in dienst te zijn geweest van het hertogelijke hof van Ferdinand van Aragón, hertog van Calabrië, en Germaine de Foix tot omstreeks 1538.
In 1535 publiceerde hij zijn eerste boek, een muzikaal gezelschapsspel, met als titel El juego de mandar.
Het volgende jaar publiceerde hij wat zijn belangrijkste werk zal worden, Libro de música de vihuela de mano intitulado El maestro. Dit boek werd opgedragen aan koning Johan III van Portugal; deze opdracht en de zes villancico‘s die Milán in het Portugees schreef, zouden er op kunnen wijzen dat hij misschien naar dat land was gereisd en er een tijd heeft verbleven (of door de opname van deze werken en de opdracht juist op een betrekking daar had gehoopt). In tegenstelling tot de andere werken voor vihuela die in dezelfde periode werden gepubliceerd, bevat het werk geen bewerkingen van andere polyfone werken. Alle werken zijn volstrekt oorspronkelijk, van de hand van de componist. Het werk is verdeeld over twee boeken. Het boek is de eerste verzameling muziek die specifiek voor vihuela is geschreven. Het kan bedoeld zijn als een leerboek voor vihuelista’s. De muziekstukken werden ingedeeld naar complexiteit, zodat een beginnend vihuelista, naarmate zijn studie vorderde, van stukken voor beginners kan overstappen naar geleidelijk moeilijkere stukken. De bundel bevat veertig fantasia‘s, zes pavanes, twaalf villancico’s, tiento‘s, romances en ook sonates (in de betekenis van zettingen van Italiaanse sonnetten) en andere stukken; enkele werken zijn bestemd voor vihuela solo en andere zijn voor vijf stemmen en vihuela. Verschillende ervan zijn bijzonder virtuoos, ofschoon niet alle ornamenten gedetailleerd staan aangegeven. De compositorische stijl varieert van eenvoudige homofonie tot polyfonie en virtuoos passagewerk en ongewoon chromatisme. Het lijkt erop dat het boek met de grootste aandacht werd voorbereid: alternatieve passages werden uitgewerkt voor spelers die de meer virtuoze partijen wensten te vermijden, delen van stukken werden aangegeven als optioneel en hij zorgde voor tekstuele tempoaanwijzingen, bijvoorbeeld ni muy apriessa ni muy a espacio sino con un compás bien mesurado ("noch te snel, noch te traag, maar met een gematigde maat"). De helft van de villancico’s zijn in het Castiliaans Spaans en de andere helft in het Portugees.
Zijn laatste uitgave, El cortesano (1561), naar het model van Il Cortegiano van Baldassare Castiglione, geeft een levendig en onderhoudend beeld van het leven aan het Valenciaanse hertogelijke hof. Hoewel het geen muziek bevat, is het een waardevol verslag van een beroepsmusicus van die tijd.
Hij stierf waarschijnlijk in Valencia.
De muziek van Luis Milan is populair bij muzikanten die de moderne gitaar bespelen, omdat zijn muziek gemakkelijk voor dat instrument kan worden getransponeerd.

## Oeuvre
Alle in Valencia gepubliceerde werken (enkel het tweede werk bevat muziek):
- Libro de Motes de damas y cavalleros, intitulado El juego de mandar , in 1535
- El Maestro, in 1536
- El Cortesano, in 1561, geïnspireerd door het gelijknamige werk van Baldassare Castiglione. Bevat waardevolle informatie over het dagelijkse leven aan het hof van Valencia en over Miláns eigen muziekprakijk.